# Sumpnopping
Sumpnopping (Entoloma ianthinum) är en svampart som först beskrevs av Romagn. & J. Favre, och fick sitt nu gällande namn av Machiel Evert ("Chiel") Noordeloos 1982. Sumpnopping ingår i släktet Entoloma och familjen Entolomataceae.  Arten är reproducerande i Sverige. Inga underarter finns listade i Catalogue of Life.